# Pacherenc du Vic-Bilh
Le pacherenc du Vic-Bilh est un vin blanc français d'appellation d'origine contrôlée produit à cheval sur le Gers, les Hautes-Pyrénées et les Pyrénées-Atlantiques. Il peut s'agir d'un vin blanc sec, comme d'un moelleux ou d'un liquoreux.
Le nom original et très ancien de l'appellation vient du gascon « vin de vits paisheradas » ou « vin de vigne en échalas » de la région gasconne du Vic-Bilh.

## Géographie
Cette appellation occupe la même aire que le madiran, à proximité de celle du jurançon. 
Elle produit des vins blancs sec, des moelleux, voire des liquoreux (vendanges tardives). 
Les vins secs doivent rajouter au nom de l'appellation « pacherenc-du-vic-bilh » la mention « sec ».

## Historique
Le nom même de l'appellation est assez récent, puisqu'il y a une cinquantaine d'années, on parlait parfois de vin de Portet (du nom d'un village voisin de Viella). Lors des comices agricoles de Garlin en 1928, le stand s'intitulait « pachereng des coteaux de Portet » (sic). Une des premières étiquettes à parler de pacherenc est celle du clos La Perle en 1932.
Paul de Cassagnac a écrit que les saveurs de ce vin se livrent sans détour « comme les vierges béarnaises ».[réf. nécessaire]
C'est la création de l'appellation contrôlée le 10 juillet 1948 à l'initiative du docteur Doléris qui labellisera ce terme.
Le pacherenc n'a réellement progressé qu'après 1980. Ce développement est le fruit de l'implication de tous les acteurs, coopératives et particuliers. Après avoir boudé ce type de vin jusqu'en 1982, Plaimont Producteurs s'y est lancé résolument depuis ; de 200 hl, sa production est passée à 8 000 hl aujourd'hui, largement produits à Viella (45 ha). C'est le moment aussi où l'on réactive la très ancienne tradition des vendanges tardives de la Saint-Sylvestre à Viella à laquelle sont consacrés 5 à 6 hectares.
L'appellation est réglementée par un cahier des charges, ce dernier a été modifié en 1997, 2007, 2009 et 2023.
Depuis quelques années, une grande vente est organisée à l'automne dans le Vic-Bilh : « Les Barriques d'or », manifestation qui connaît un succès croissant et l'intérêt de la presse écrite. Le record de cette vente est détenu par le viticulteur Nicolas Tortigue.

## Géographie

### Aire d'appellation

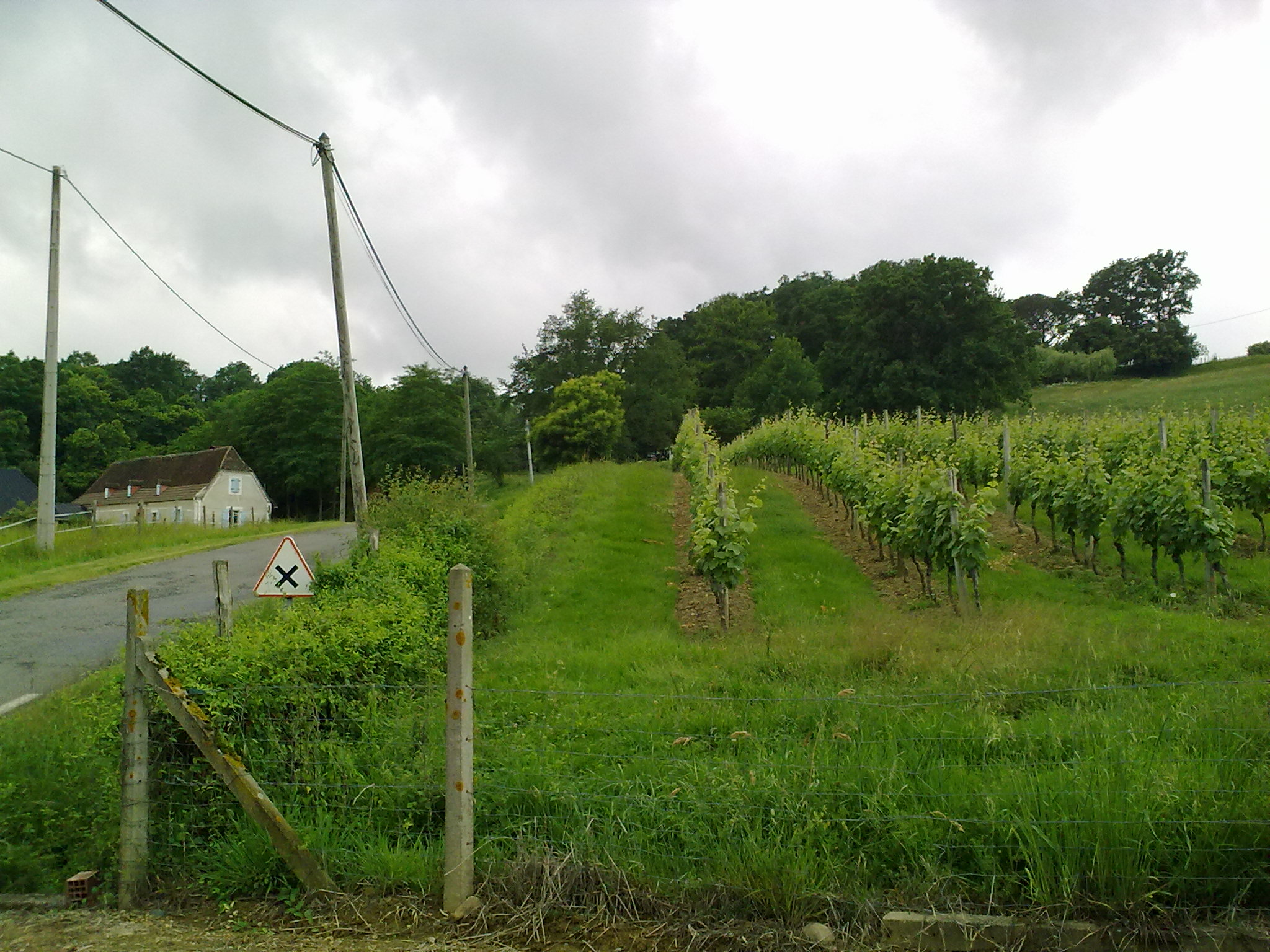
Vigne de Séméacq-Blachon.

L'appellation est située dans le pays du Vic-Bilh, dans un coude de la rive gauche de l'Adour, aux confins de trois départements : le Gers, les Hautes-Pyrénées et les Pyrénées-Atlantiques.
Dans le département du Gers, le décret mentionne trois communes : Cannet, Maumusson-Laguian et Viella.
Dans le département des Pyrénées-Atlantiques, l'appellation compte vingt-huit communes : Arricau-Bordes, Arrosès, Aubous, Aurions-Idernes, Aydie, Bétracq, Burosse-Mendousse, Cadillon, Castetpugon, Castillon, Conchez-de-Béarn, Corbère-Abères, Crouseilles, Diusse, Escurès, Gayon, Lasserre, Lembeye, Mascaraàs-Haron, Mont-Disse, Moncla, Monpezat, Moncaup, Portet, Saint-Jean-Poudge, Séméacq-Blachon, Tadousse-Ussau et Vialer.
Enfin, le département des Hautes-Pyrénées comporte six communes : Castelnau-Rivière-Basse, Hagedet, Lascazères, Madiran, Saint-Lanne et Soublecause.

### Géologie et orographie
Les sols sont constitués de roches détritiques et sédimentaires. Le relief est constitué des petites vallées du Bergons, du Saget et du Léez, séparées par des collines vallonnées.
Le haut des collines est constitué de sols siliceux à gros galets roulés. Ce terrain chaud et sec draine bien les excès d'eau, la réserve estivale étant contenue dans le sous-sol plus profond. 
Les flancs de colline sont des sols argilo-calcaires sur sous-sol de molasse et calcaire. Ce type de sol contient une bonne réserve en eau, mais laisse ruisseler l'excédent. 
Le bas des coteaux, en fond de vallée, est représenté par un sol limono-argileux de type boulbène. Ce terroir particulier est peu perméable, donnant une terre en surface humide l'hiver et un sol battant en été.

### Climatologie
La région est sous l'influence prépondérante du climat océanique de l'océan Atlantique voisin. Toutefois, une tendance continentale agît au nord-est du vignoble.
| Mois                                                                       | Janv | Fév  | Mars | Avr  | Mai  | Juin | Juil | Août | Sept | Oct  | Nov  | Déc  | Année |
| -------------------------------------------------------------------------- | ---- | ---- | ---- | ---- | ---- | ---- | ---- | ---- | ---- | ---- | ---- | ---- | ----- |
| Températures minimales moyennes (°C)                                       | 1,9  | 2,8  | 4,3  | 6,3  | 10,1 | 13   | 15   | 15,1 | 12,3 | 8,9  | 4,8  | 2,8  | 8,1   |
| Températures maximales moyennes (°C)                                       | 11   | 12,4 | 14,5 | 16,1 | 19,9 | 22,6 | 25,3 | 25,5 | 23,4 | 19,3 | 14,2 | 11,9 | 18    |
| Précipitations moyennes (mm)                                               | 100  | 98   | 96   | 114  | 113  | 81   | 63   | 72   | 83   | 100  | 113  | 100  | 1132  |
| Ensoleillement moyen (heures)                                              | 114  | 124  | 169  | 166  | 189  | 184  | 200  | 201  | 175  | 135  | 102  | 94   | 1852  |
| Source :Climatologie mensuelle moyenne - station Météo-France de Pau-Uzain |      |      |      |      |      |      |      |      |      |      |      |      |       |

Le climat local donne des hivers doux et des étés chauds. Les précipitations, importantes pour un vignoble, sont bien réparties, au printemps et à l'automne. L'ensoleillement important et les précipitations modérées l'été constituent un élément qualitatif pour la maturité du raisin, à condition que l'orientation et la topographie des parcelles soient aussi favorables.

## Vignoble
La surface déclarée en production en 2023 a été d'un total de 282 hectares, dont 149 en moelleux ou liquoreux, et 132 en sec.

### Encépagement
Le pacherenc-du-vic-bilh est issu des cépages proches de ceux du jurançon. Selon le cahier des charges, les cépages principaux (leur ensemble doit représenter au moins 60 % de l'encépagement des parcelles, chacun limité à 60 %) sont le courbu B, le petit courbu B (qui apporte de la rondeur), le petit manseng B (arômes fruités et floraux dont le degré alcoolique peut atteindre 17 à 19° avec des concentrations aromatiques très riches indispensables pour les moelleux) et le gros manseng (vivacité et charpente). Se rajoutent comme cépages accessoires l'arrufiac (finesse et élégance) et le sauvignon B (ce dernier limité à 10 %).

### Vendanges
L'arrière-saison très ensoleillée, permet en effet de vendanger tard à pleine maturité (première quinzaine d'octobre pour le madiran et jusque fin novembre, voire au-delà pour les pacherencs moelleux). Ces vendanges tardives ne datent pas d'hier : un édit de 1745 interdisait déjà de récolter le pacherenc, avant le 4 novembre. La vendange s'effectuait durant l'été de la Saint-Martin pour prendre fin le 15 novembre, jour de la Saint-Albert et de la foire de Viella. Les rendements sont plafonné à un maximum de 40 hectolitres par hectare pour le moelleux et de 60 pour le vin sec (butoir à 66).
Le liquoreux des vendanges tardives (de la Saint-Albert au 15 novembre, ou de la Saint-Sylvestre) est produit à partir de raisins passerillés (raisins blettis par le froid et le soleil où se concentrent les sucres mais où l'équilibre du fruit perdure, et notamment l'acidité).
Les vignes réservées pour ce cru tardif (quatre à cinq hectares) sont protégées des oiseaux par des filets. Les raisins sont très dorés et très sucrés. Certaines années, le raisin peut titrer jusqu'à 19 degrés d'alcool naturel. Une fois vinifié, on obtiendra un vin liquoreux aux arômes mélangés d'épices, de miel et de fruits tropicaux.
Les pacherenc secs préfèrent les collines donnant à l'ouest, un peu moins chaudes, et les moelleux, cueillis à surmaturité, préfèrent les versants exposés au sud.

## Vins
En 2023, le volume produit de l'appellation a été d'un total de 8 617 hectolitres, dont 4 735 hl de sec (55 %) et 3 881 hl de moelleux ou liquoreux (45 %).

### Gastronomie
Le pacherenc moelleux, avec son nez de fruits clairs confits (poire, pomme, coing) et d'épices, sa bouche ample et équilibrée, laisse une impression de fraîcheur (bergamote), de bonne persistance. Les secs possèdent de beaux arômes floraux, d'agrumes, de fruits secs. Le moelleux de vendange tardive a des arômes de nèfles et de fruits confits. Le pacherenc-du-vic-bilh sec se consomme dans sa jeunesse tandis que le moelleux se bonifie avec l'âge. Tout comme les crus du madiran, ceux du pacherenc moelleux peuvent facilement dépasser 10 ans d'âge.
Il se consomme entre 10 et 12,5 °C à l'apéritif, sur foie gras frais ou au naturel (mi-cuit) ou encore escalopé avec des raisins, avec des fromages (des Pyrénées, des bleus) et des desserts (brioche, crème brûlée, glace à la vanille au coulis de framboises).